# Zavitne (Bakhtxissarai)
|  | Per a altres significats, vegeu «Zavétnoie». |

Zavitne (en (ucraïnès): Завітне) és un poble de la República Autònoma de Crimea a Ucraïna, que el 2014 tenia 472 habitants. Pertany al districte de Bakhtxissarai. Fins al 1948 la vila es deia Almà-Kermén.

## Població
Segons les dades del 2001 la composició de la població de la vila de Zavétnoie d'acord amb la llengua que empren és la següent:
| Llengua  | %     |
| -------- | ----- |
| Rus      | 52,47 |
| Tàtar    | 32,3  |
| Ucraïnès | 11,93 |
| Altres   | 0,82  |